# Psychotria suterella
Psychotria suterella är en måreväxtart som beskrevs av Johannes Müller Argoviensis. Psychotria suterella ingår i släktet Psychotria och familjen måreväxter. Inga underarter finns listade i Catalogue of Life.